# Örebro Dagblad
Örebro Dagblad var en dagstidning för Örebro stad och län, som utgavs från december 1900 till februari 1956. Den var ursprungligen en eftermiddagstidning, men från 1934 en morgontidning. Dess politiska linje var moderat konservativ. Upplagan uppgavs vara 7000 exemplar (1922), men varierade annars mellan 3000 och 5000. Bolaget tryckte även böcker.

## Huvudredaktörer och ansvariga utgivare
- 1900 – mars 1911: Erik Natanael Söderberg
- mars 1911 – december 1932: Albert Östling
- december 1932 – augusti 1934: Hilding Wibling
- augusti 1934 – december 1938: Ragnar Ekman
- december 1938 – januari 1943: Ernst Georg Rosén
- april 1943 – juli 1944: Arne Lindström
- augusti 1944 – februari 1956: John Ericsson